# Drömling

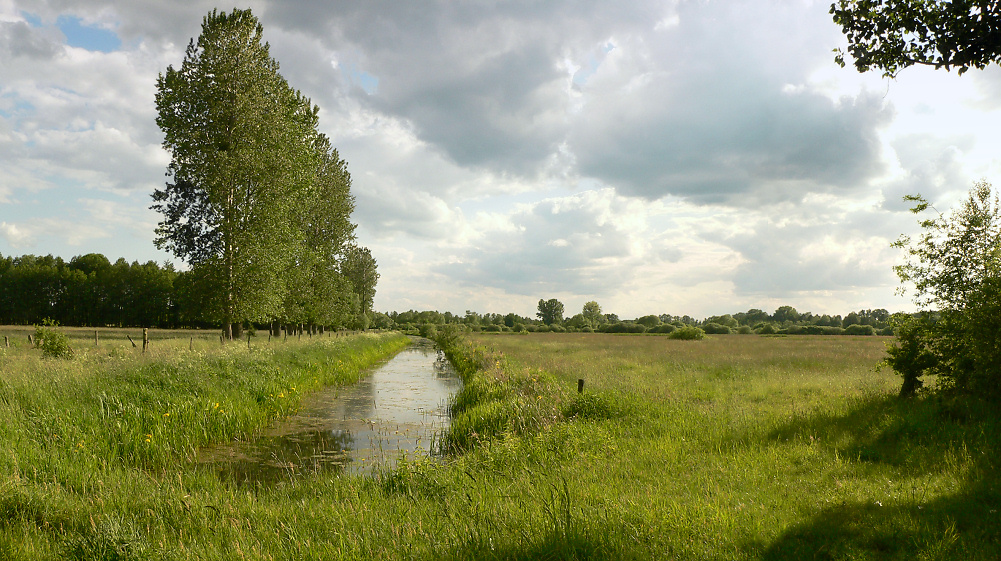
Landschaftsbild im Drömling

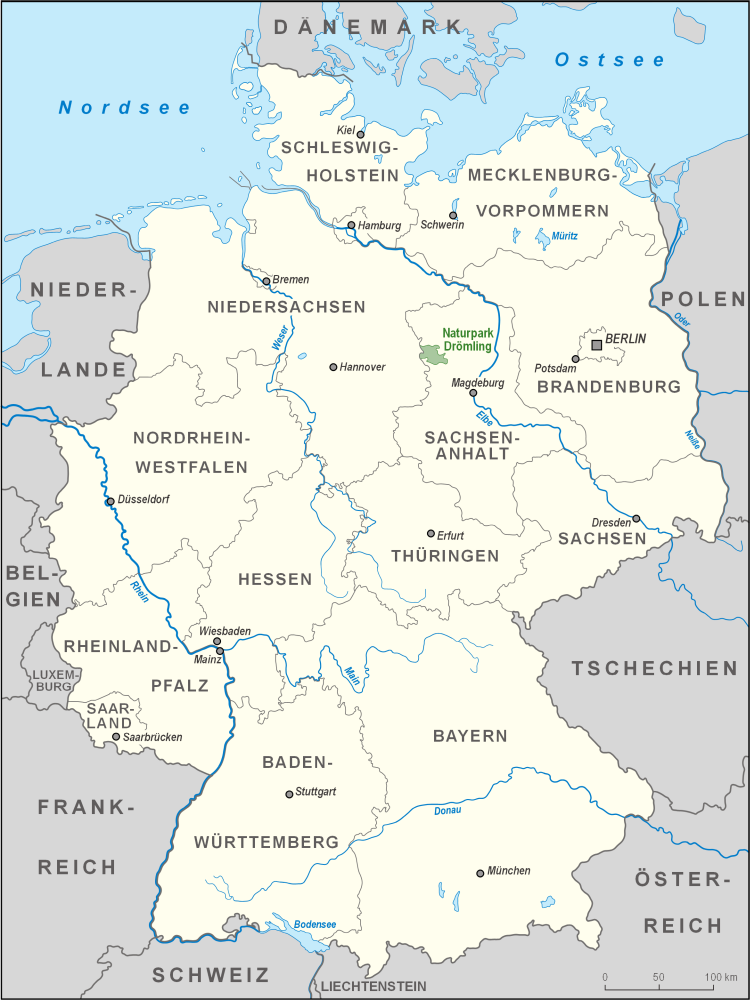
Lage des Naturparks in Deutschland

Der Drömling ist ein etwa 340 km² großes und wenig besiedeltes Niederungsgebiet an der Grenze zwischen Niedersachsen und Sachsen-Anhalt. Der größere sachsen-anhaltische Teil im Osten war ab 1990 ein Naturpark und ist seit 2019 ein nationales sowie seit 2023 ein UNESCO-Biosphärenreservat. Das frühere Sumpfgebiet wurde im 18. Jahrhundert auf Weisung Friedrichs des Großen durch Entwässerung von einer Natur- in eine Kulturlandschaft umgewandelt. Heute ist die Niederung mit dem Mittellandkanal und den Flüssen Aller sowie Ohre Rückzugsgebiet für seltene oder vom Aussterben bedrohte Tier- und Pflanzenarten. Sie besteht größtenteils aus Natur- und Landschaftsschutzgebieten. Nahegelegene Städte sind Klötze, Oebisfelde-Weferlingen, Gardelegen und Wolfsburg.

## Lage
Der Drömling liegt in einer flachen Senke in den Ausmaßen von etwa 15 mal 20 Kilometern, die von der 60-Meter-Höhenlinie umschlossen wird. Er ist ein erweitertes Teilstück des Breslau-Magdeburg-Bremer Urstromtals. Grob beschrieben dehnt sich das Niederungsgebiet von Wolfsburg im Westen bis Calvörde im Osten und von Klötze im Norden bis Oebisfelde-Weferlingen im Süden aus. Im Westen grenzt der Geestrücken des Vorsfelder Werders an den Drömling.
Der Drömling erstreckt sich über die folgenden Gebietskörperschaften, hier nach abnehmendem Anteil am Drömling geordnet: Altmarkkreis Salzwedel, Landkreis Börde, Landkreis Gifhorn, Stadt Wolfsburg und Landkreis Helmstedt.

## Entstehung
Die Niederung entstand in der vorletzten Eiszeit, der Saaleeiszeit, vor rund 140.000 Jahren. Die Schmelzwässer des Urstromtales verfüllten die großflächige Senke des Drömlings zunächst mit bis zu 20 Meter mächtigen Sanden. Über die Entwicklung des Drömlings während der letzten Eiszeit, der Weichseleiszeit, ist wenig bekannt. Das Gebiet hatte damals den Charakter einer Tundra.
Am Ende der letzten Eiszeit vor etwa 10.000 Jahren setzte die endgültige Bewaldung des Gebietes ein. Da auf Grund der Lage im Urstromtal das Gefälle von Aller und Ohre sehr gering ist, kam es zur Vernässung der Böden und zum Aufwachsen eines Niedermoores mit ausgedehnten Erlenbruchwäldern. Die Versumpfung schritt weiter fort, weil der Drömling ein natürliches Speicherbecken für die Hochwasser von Aller und Ohre war.

## Beschreibung

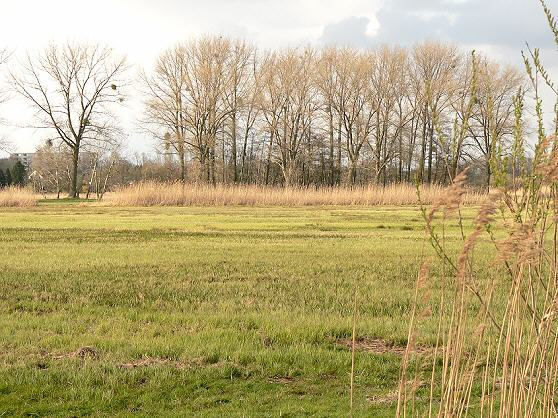
Drömlingswiesen mit typischen Pappelreihen im NSG Wendschotter und Vorsfelder Drömling mit Kötherwiesen in Wolfsburg-Vorsfelde

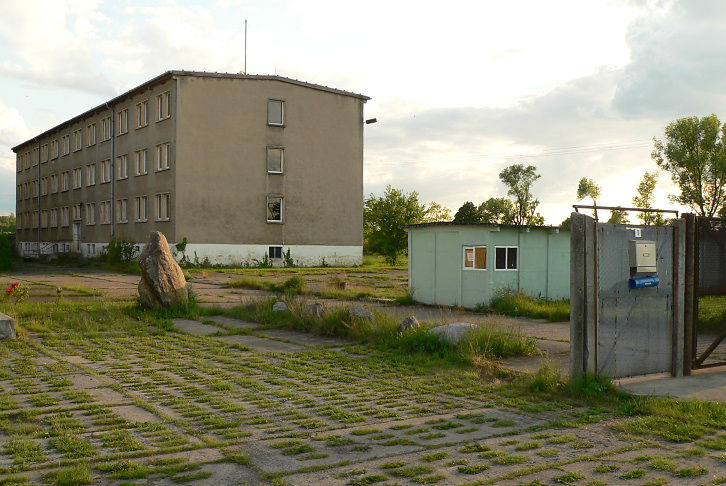
Ehemalige Unterkunft der DDR-Grenztruppen im Drömling in Oebisfelde-Weferlingen, Ortsteil Buchhorst

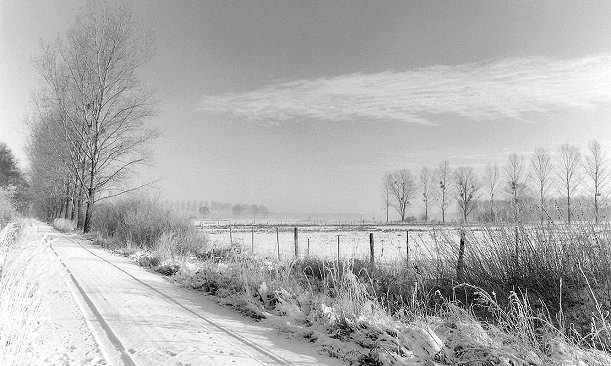
Winterlicher Drömling

Der Drömling ist eine in Deutschland einzigartige Niedermoorlandschaft. Neben dem rund 15 Kilometer westlich gelegenen Barnbruch ist er das ökologisch wertvollste Gebiet der oberen Aller-Niederung. Er gehört mit rund 280 Quadratkilometern größtenteils zu Sachsen-Anhalt und mit etwa 60 Quadratkilometern zum kleineren Teil zu Niedersachsen. Seit dem Ende des Zweiten Weltkrieges war das Niederungsgebiet durch die innerdeutsche Grenze geteilt. Im kleineren westlichen Teil des Drömlings erhielt sich der biologisch wertvollere Teil des Feuchtgebietes. Hier wurden frühzeitig Naturschutzgebiete mit Betretungsverbotszonen und weitläufige Landschaftsschutzgebiete eingerichtet. Bis zur deutschen Wiedervereinigung 1990 unterlag der größere Ostteil des Drömlings in der damaligen DDR einer intensiven Nutzung durch Land- und Weidewirtschaft. Im Verlauf der Wende kam es dann auch dort zu einer Ausweisung von Naturschutzgebieten, teilweise sogar Totalreservaten.
Das heutige Landschaftsbild entstand erst durch die Entwässerungs- und Kultivierungsmaßnahmen im 18. Jahrhundert. Es ist von ausgedehnten Grünlandflächen und Horstwäldern sowie von einem engmaschigen Grabensystem geprägt, das vielfach mit Büschen oder Gehölzen bewachsen ist. Wegen der insgesamt 1.725 Kilometer langen Wasserläufe wird das Gebiet auch Land der tausend Gräben genannt. Typisch sind die langen Pappelreihen auf den Dämmen entlang der Entwässerungsgräben. Der ursprüngliche Bruchwald ist besonders im sachsen-anhaltischen Teil durch Äcker, Forsten und Wiesen verdrängt worden.
Im Drömling verläuft die Elbe-Weser-Wasserscheide. Die durch die Niederung fließende und in die Elbe mündende Ohre entwässert nach Osten, die Aller berührt die Niederung und entwässert zur Weser hin. Das Feuchtgebiet stellt auch eine Klimagrenze zwischen maritimem und kontinentalem Einfluss dar. Das unter Naturschutz stehende Kleine und Große Giebelmoor beim Forsthaus Giebel (Samtgemeinde Brome in Niedersachsen) ist bekannt für ein Naturwaldreservat mit Erlen- und Birkenbruchwald.

### Natur

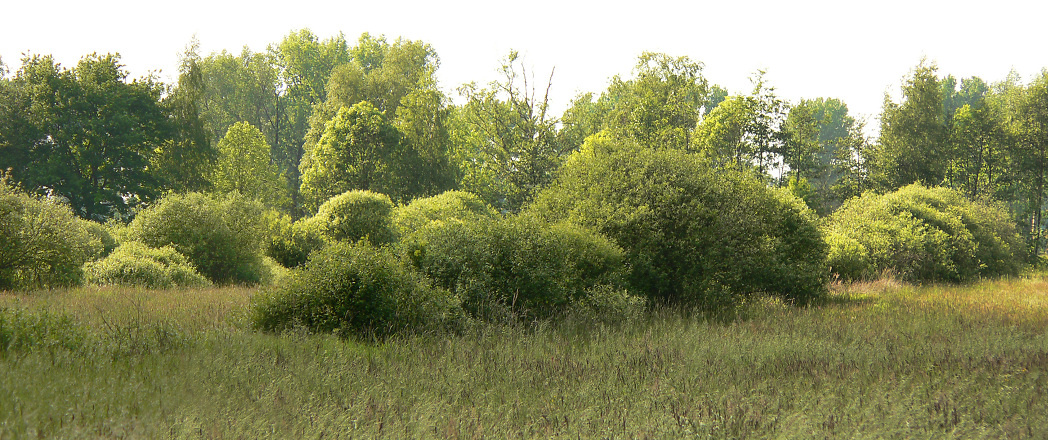
Typisches Landschaftsbild

Im Drömling mit seinen feuchten Wiesen und zahlreichen Wasserflächen haben viele vom Aussterben bedrohte Pflanzen- und Tierarten ihr letztes Rückzugsgebiet. Gefahr droht ihnen aber bei Absinken des Grundwasserspiegels, denn das vorhandene Wasser wird teilweise durch die Vorflutgräben des weit verzweigten Entwässerungssystems abgeleitet. Im Frühjahr sind regelmäßig große Bereiche überflutet, die aber bis zum Sommer trockenfallen. Die Anhebung des Wasserspiegels durch veränderte Wehre in den letzten Jahren hat die Lage für zahlreiche Pflanzen- und Tierarten verbessert.
Im Bereich des Drömlings haben etliche Pflanzen- und Tierarten die Grenze ihres natürlichen Verbreitungsgebietes. Hier finden sich kontinentale, atlantische, nördliche und südliche Arten.

#### Flora
Im Drömling findet man die bedeutendsten subatlantischen Florenelemente der neuen Bundesländer. Typische Vertreter, besonders im Naturschutzgebiet Jeggauer Moor, sind der Pillenfarn (Pilularia globulifera) und die Flutende Teichsimse (Eleogiton fluitans), die zur Grabenvegetation gehören. Ein weiterer charakteristischer Vertreter dieses Florenelements ist die Gelbe Wiesenraute (Thalictrum flavum). Im Giebelmoor liegt die westliche Grenze des Sumpfporstes. Zugleich ist das Gebiet Übergangszone zu zentraleuropäischen Florenelementen. So findet man im südlichen Drömling überwiegend Hochstaudenfluren, zum Beispiel mit der Glänzenden Wiesenraute (Thalictrum lucidum), die man sonst nicht zusammen mit der Gelben Wiesenraute findet. Die Stechpalme findet im Drömling ihre östliche Grenze.
Rund 450 Farn- und Blütenpflanzenarten findet man im Drömling, von denen 74 auf der Roten Liste stehen.

#### Fauna

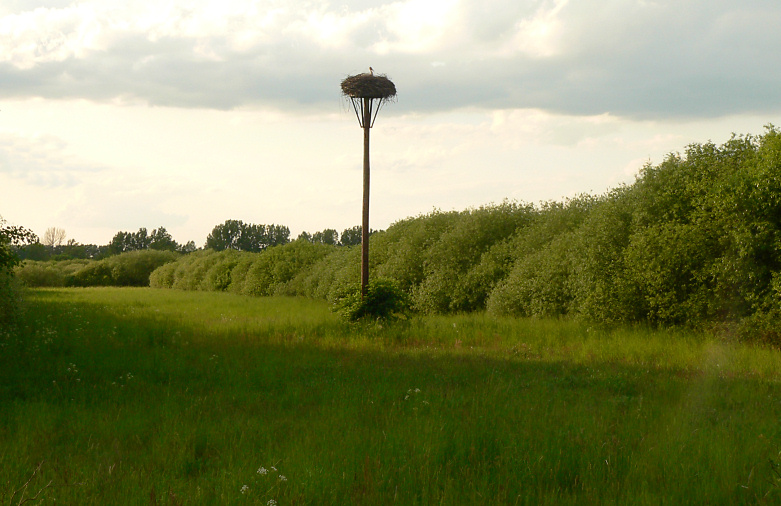
Storchennest in freier Landschaft im Drömling

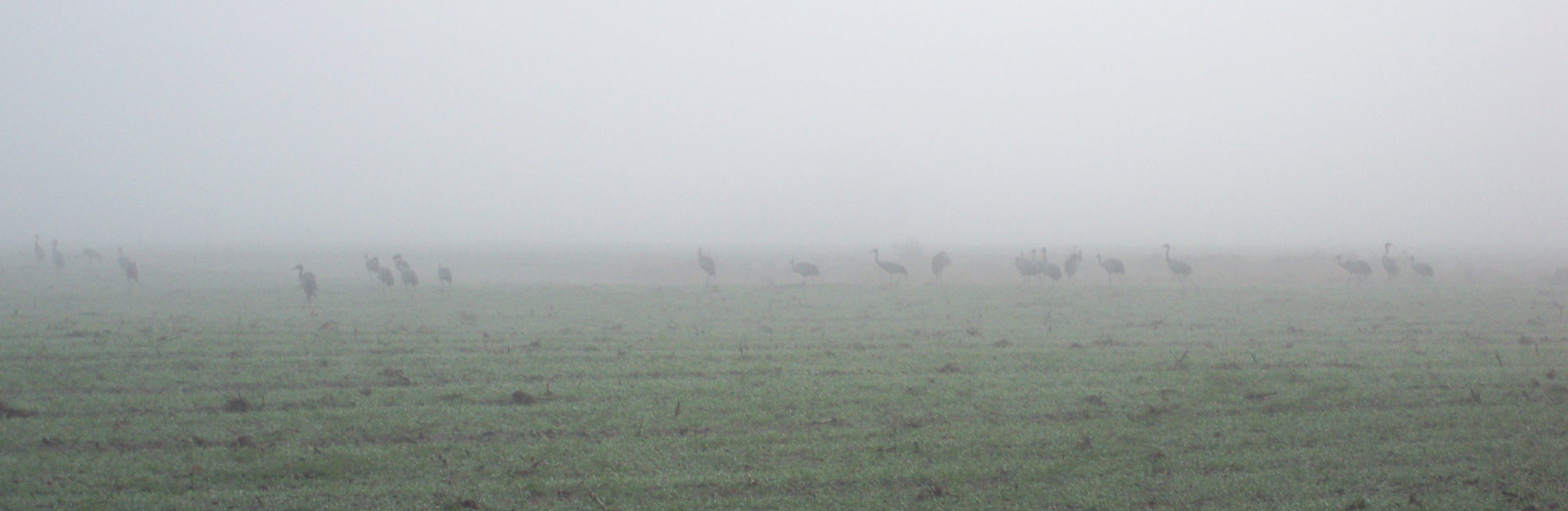
Kraniche bei Kahnstieg im Herbstnebel

Auch die Tierwelt des Drömlings ist artenreich. Es gibt über 40 Säugetierarten, darunter 21 Arten, die auf der Roten Liste stehen. Zu ihnen gehört der Fischotter. Biber waren seit Beginn des 20. Jahrhunderts nur noch sporadisch gesichtet worden, siedeln sich aber seit 1994 zunehmend im Drömling an. 2003 wurden 25 besetzte Reviere gezählt. Weitere Arten sind Reh, Wildschwein, Rotfuchs, Dachs und kleinere Säugetierarten.
Die Vogelwelt ist besonders arten- und individuenreich. Auffälligster Großvogel ist der Kranich, von denen viele auf dem Durchzug im Drömling rasten, es aber auch einige Brutpaare gibt. Der Weißstorch hat etwa 30 Brutpaare im Drömling, so dass hier die größte Population westlich der Elbe in den neuen Bundesländern vorliegt. Außerdem brüten der Schwarzstorch und in zwei großen Kolonien Graureiher im Drömling. Auch gibt es mehrere Greifvogelarten mit hoher Individuenzahl, darunter den seltenen Rotmilan. Enten, Zwergtaucher und Höckerschwäne findet man auf und in der Nähe von Wasserflächen im Drömling. Der Große Brachvogel hat hier mit rund 30 Brutpaaren seine größte Population in Sachsen-Anhalt. Unter den zahlreichen Singvogelarten sind Pirol, Nachtigall und Kolkrabe hervorzuheben. Wacholderdrosseln und die gelegentlich brütenden Rotdrosseln leben normalerweise in borealen Wäldern. Der Neuntöter hat hier für Niedersachsen seine höchste Siedlungsdichte.
Auch Reptilien, Amphibien und Fische findet man im Drömling. Auf der Roten Liste stehen die Kreuzkröte, der Europäische Laubfrosch und die Ringelnatter. Im Drömling kommen vor allem Fischarten mit mäßigen Ansprüchen an die Gewässerqualität vor, da das Wasser in den Gräben meist wenig Sauerstoff enthält. Von 25 nachgewiesenen Fischarten stehen 10 auf der Roten Liste. Wegen der Wehre sind Fließgewässerfischarten selten.
Insekten kommen ebenfalls in großer Vielfalt vor. Hier fallen besonders zahlreiche Libellenarten auf, aber auch Heuschrecken, Wasserkäfer und andere Käfer sowie Tag- und Nachtfalter.

## Natur- und Landschaftsschutz

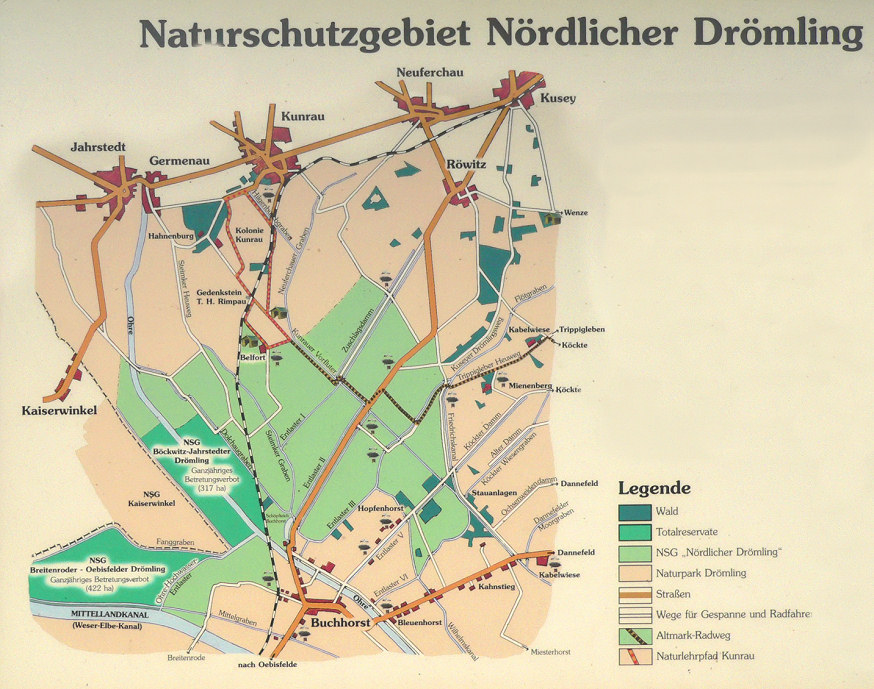
Karte des ehemaligen NSG Nördlicher Drömling (grün)

### Sachsen-Anhalt

Logo

Der sachsen-anhaltische, östliche Teil des Drömlings wurde 1990 auf 278 km² als Naturpark ausgewiesen. Mit der Erweiterung der bestehenden Naturschutzgebiete (NSG) zum NSG Ohre-Drömling am 30. Juni 2005 entstand ein 103 km² großes Naturschutzgebiet, das vollständig im Naturpark enthalten ist. Es gliedert sich in folgende Zonen:
- Kernzone, 840 Hektar
- Nässezone, 2.960 Hektar
- Erhaltungszone, 4.630 Hektar
- Verbindungszone, 1.910 Hektar[1]

In der Kernzone soll langfristig Erlenbruchwald wachsen. Sie besteht aus vier Gebieten, darunter den Totalreservaten Breitenroder-Oebisfelder Drömling und Böckwitz-Jahrstedter Drömling. Das Gebiet Jeggauer Moor bei Trippigleben ist räumlich vom übrigen Naturschutzgebiet getrennt.
2008 stellte das Bundesumweltministerium zum Erhalt der Niedermoorlandschaft im sachsen-anhaltischen Drömling 2,5 Millionen Euro bereit.
Am 29. Juni 2019 wurde der Naturpark zum Biosphärenreservat Drömling Sachsen-Anhalt – nach Landesrecht – hochgestuft. Zu ihm gehört das Naturschutzgebiet Klüdener Pax-Wanneweh im Südosten des Gebiets. Die Fläche des Biosphärenreservats beträgt 340,7 km².
Das Gebiet des Biosphärenreservats, das nicht zu den beiden NSG gehört, ist als Landschaftsschutzgebiet Drömling ausgewiesen. Es weist eine Fläche von 19.180 ha auf.

### Niedersachsen
Im niedersächsischen Teil des Drömling bestehen folgende Naturschutzgebiete (von Nord nach Süd):
- Kaiserwinkel, 407 Hektar
- Schulenburgscher Drömling, 519 Hektar
- Giebelmoor, 670 Hektar (auch Kleines und Großes Giebelmoor)
- Nördlicher Drömling, 1113 Hektar
- Politz und Hegholz, 484 Hektar
- Wendschotter und Vorsfelder Drömling mit Kötherwiesen, 722 Hektar
- Südlicher Drömling, 602 Hektar

Das niedersächsische Landschaftsschutzgebiet Drömling wurde 1966 eingerichtet. Es erstreckte sich bis zur Einrichtung von Naturschutzgebieten auf seinem Areal von Grafhorst über Rühen und Giebel nach Parsau und liegt mit 32,8 Hektar auf dem Gebiet der Stadt Wolfsburg. Ferner bestehen in Niedersachsen die LSG Kaiserwinkel und Lütjes Moor.

### Länderübergreifende Planungen
Die Einrichtung eines länderübergreifenden UNESCO-Biosphärenreservats Drömling war seit dem Jahr 2014 in Planung. Erste Entwürfe wurden 2016 vorgestellt; der Antrag an die UNESCO wurde 2022 eingereicht. Im Juni 2019 wurde bekanntgegeben, dass der sachsen-anhaltische Teil, der dem Naturpark Drömling entspricht, den Status als Biosphärenreservat gemäß Landesrecht erhalten hat. Die Anerkennung des Drömlings als UNESCO-Biosphärenreservat erfolgte am 14. Juni 2023.

## Geschichte

### Name
938 wird der Drömling vom Corveyer Mönch Widukind erstmals geschichtlich als Thrimining erwähnt. Der Chronist berichtete, dass 933 ein Slawe überlebende Magyaren (Ungarn) der Schlacht bei Riade an der Unstrut in den Drömling gelockt habe, die dort von Sachsen vernichtet worden seien. Um 1150 bezeichnet der Mönch Annalista Saxo aus dem Bistum Halberstadt in seinen Aufzeichnungen den Drömling als Thriminig. Die heutige Schreibweise Drömling tauchte erstmals 1520 auf.
Zur Entstehung des Begriffs Thriminig gibt es unterschiedliche Erklärungen. Einerseits soll es sich um eine etwa 1.500 Jahre alte Bezeichnung aus der Völkerwanderungszeit handeln, die sich vom altsächsischen Wort thrimmen für springen, wippen ableitet und auf den morastigen Untergrund hinweist. Einer anderen Erklärung zufolge ist es eine Ableitung aus dem alt-slawischen Begriff trebiti für Wald roden. Bis zum Mittelalter lebten slawischen Stämme der Wenden nahe dem Drömling und sollen den Sumpf so benannt haben, weil sie in ihm Holz gewannen.

### Mittelalter und Neuzeit

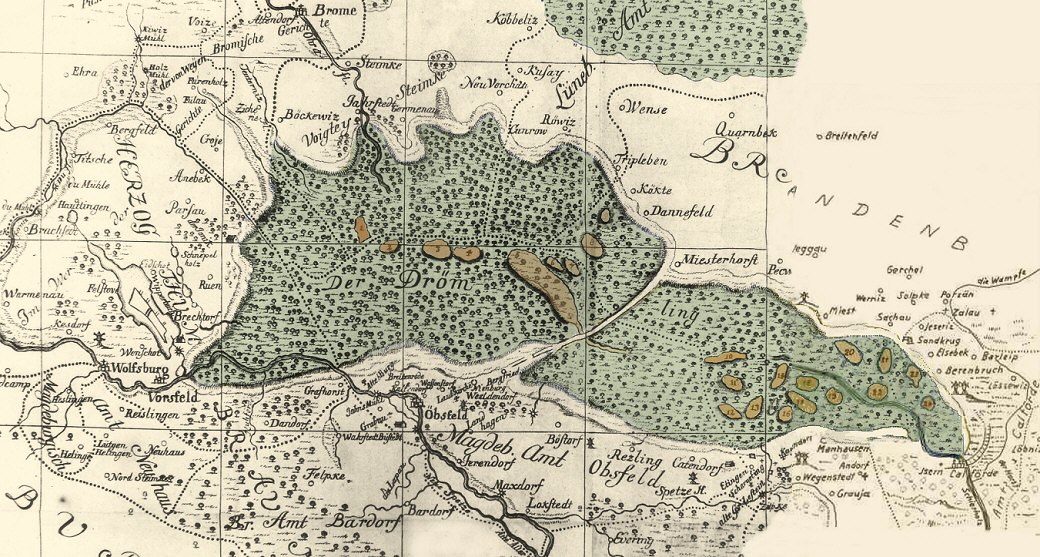
Drömlingskarte von Samuel Walther 1737 mit erhöhten Stellen, den Horsten (braun)

Der Drömling gehörte im 12. Jahrhundert Herzog Heinrich dem Löwen. Noch vor dessen Tode wurde er jedoch zusammen mit anderem im Bistum Halberstadt liegenden Besitz, wie die Burg Haldensleben und weitere Güter, von Kaiser Heinrich VI. am 1. Juni 1192 dem Erzstift Magdeburg übertragen. Die Edelherren von Meinersen besaßen um 1220 südlich und südöstlich am Rande des Drömlings (prope Tromelinge) acht Zehntrechte, verlehnt an Gebhard von Alvensleben/Oschersleben.
Der Drömling war bis zu seiner Entwässerung im 18. Jahrhundert ein von Aller und Ohre gespeistes, unzugängliches Sumpfgebiet. Wegen seiner Undurchquerbarkeit war er schon immer eine Volkstumsgrenze zwischen Ost und West. Seit dem Mittelalter lagen auf westlicher Seite die Ländereien der braunschweigischen, lüneburgischen und hannoverschen Herrschaftshäuser. Auf östlicher Seite herrschten die Magdeburger sowie Brandenburger Landesherren und später die Preußen.
Trotz der Frühjahrsüberschwemmungen hatten die etwa 50 umliegenden Dörfer auch ihren Nutzen von dem Feuchtwaldgebiet. Es war von einem breiten Wiesengürtel umgeben, der sich als Weide und zur Heugewinnung nutzen ließ. Im Mittelalter war die Rede vom freyen Drömling, denn er diente Jedem zum Holzeinschlag. Ab dem 17. Jahrhundert wurden die Holzreviere für die einzelnen Dörfer abgesteckt.
Samuel Walther berichtete 1737 über 24 Horste im Drömling. Dies sind wenige Meter hohe Anhöhen, die einigermaßen hochwassersicher sind. Diese Stellen waren im Dreißigjährigen Krieg Rückzugsgebiet für die Bevölkerung mit Vieh und Habe. Auf den Horsten errichteten die Bewohner der umliegenden Dörfer Hütten aus Baumstämmen und Schilf. Bauern sollen aus diesen Verstecken heraus Partisanenkrieg gegen durchziehende Heere der Schweden und Kaiserlichen geführt haben.

### Historische Beschreibungen
- Samuel Walther 1737 in: Magdeburgische Merckwürdigkeiten Teil VII.
 Ein Fremder weiß sich im Drömling nicht hinein zu finden, viel weniger wieder heraus zu kommen. Die Nachbarn allein wissen die Stege … Im 30. jährigen Krieg war der Drömling voller Leute, und thaten den feindlichen Streiffereyen grossen Schaden. Der Drömling ist den Feinden jederzeit fatal gewesen.[11]
- Wilhelm Raabe 1872 in: Der Dräumling
 Der Sumpf hieß der Dräumling und war seit uralten Zeiten berühmt wegen seiner fetten Frösche und seiner derben Jungen und Mädchen …

### Entwässerung im 18. und 19. Jahrhundert

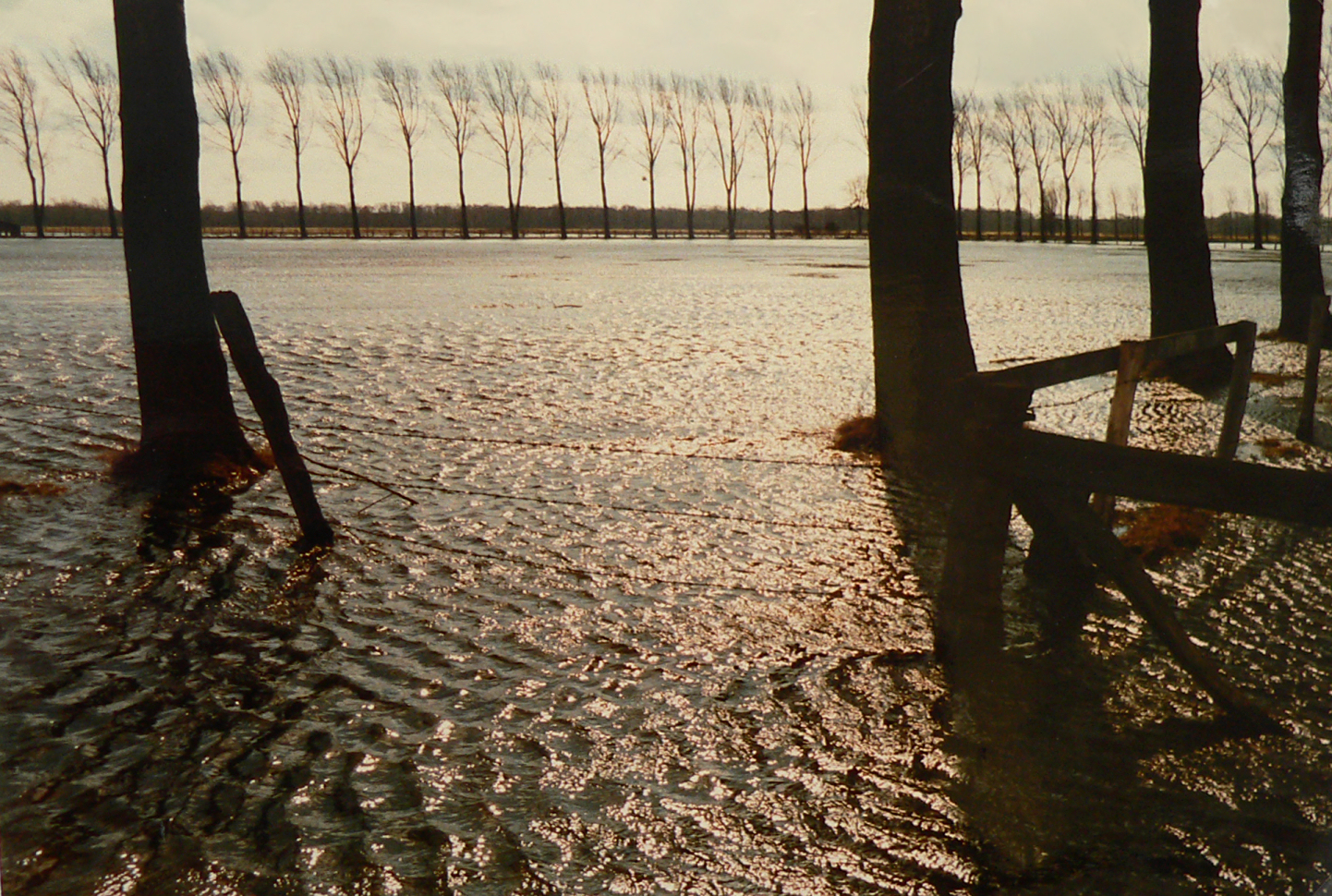
Frühjahrshochwasser im Drömling nahe der Aller bei Rühen

Als der Preußenkönig Friedrich der Große 1770 von der Not der Drömlingsdörfer mit den Überschwemmungen erfuhr, ordnete er an, das Gebiet für Kolonisten urbar zu machen. In seinen letzten Regierungsjahren wurde es sein größtes Entwässerungsprojekt. Zuvor hatte er Warthe-, Oder- und Havelbrüche trockenlegen lassen.
Die Verhandlungen über ein gemeinsames Entwässerungsprojekt mit den Herzogtümern Braunschweig und Hannover als westliche Drömlingsanrainer zogen sich von 1770 bis 1780 hin und verliefen ergebnislos. Die Herzogtümer befürchteten die Schaffung eines Handelsweges durch das trockengelegte Gebiet und den Ausfall ihrer Zolleinnahmen an anderer Stelle.
1780 begann Preußen mit den Vermessungsarbeiten. 1783 begann unter Leitung des Oberbaurats Heinrich August Riedel die Entwässerung mit etwa 3.000 Arbeitern. Für die den Drömling streckenweise diffus durchfließende Ohre wurde auf 29 Kilometer Länge ein Flussbett ausgehoben. Im gesamten Gebiet entstanden schachbrettartig angelegte Kanäle und Gräben und es wurden Brücken sowie Dämme errichtet. Die Arbeiten stießen jedoch auch auf Widerstand in der Bevölkerung und zeitweise patrouillierten Musketiere auf den Dämmen.
1796 waren die Entwässerungsarbeiten nach 13-jähriger Tätigkeit abgeschlossen. Auf diese Weise wurde rund 300 km² Land urbar gemacht. Auf dem Land wurden zahlreiche Kolonien wie Dannefeld, Etingen und Jerchel eingerichtet.
Die westlich des Drömlings gelegenen Dörfer hatten weiterhin unter der Drömlingsnässe bei Aller-Hochwasser zu leiden. Ein von preußischer Seite angelegter Sperrdamm, der Fangdamm, verhinderte das Übertreten des Wassers auf die östliche Seite. Bei starken Überflutungen auf westlicher Seite soll er aus Verzweiflung von den Anwohnern durchstochen worden sein. Zeitweise bestand sogar die Gefahr kriegerischer Auseinandersetzungen.
Erst 1860 einigten sich Preußen, Hannover und Braunschweig in einem Staatsvertrag auf eine gemeinsame Drömlingsentwässerung einschließlich einer Regulierung von Aller und Ohre. Diese Arbeiten wurden 1868 beendet. Danach wurden große Teile landwirtschaftlich kultiviert und in Wiesen, Weiden sowie Äcker umgewandelt.

Rimpausche Moordammkultur um 1900

In den Drömlingswiesen entstanden Rimpausche Moordammkulturen. Bei dem nach dem Kunrauer Rittergutsbesitzer Theodor Hermann Rimpau benannten Meliorationsverfahren wurden im Abstand von 25 Meter parallele Entwässerungsgräben gezogen. Der Bodenaushub kam auf die Flächen dazwischen, die zu Dämmen erhöht wurden. Außerdem verbesserte der mineralische Bodenaushub die Fruchtbarkeit des Moorbodens. Der Drömling wird häufig als Land der tausend Gräben bezeichnet, da die Kanäle und Gräben eine Länge von etwa 560 Kilometer haben. Die meisten dieser Gräben stammen von den Rimpauschen Moordammkulturen, deren Länge auf rund 1.300 Kilometer geschätzt werden. Auch heute noch ist die charakteristische Form der Felder zwischen den Gräben erkennbar. Allerdings werden viele von ihnen nicht mehr landwirtschaftlich genutzt, da sie in Naturschutzgebieten liegen. Oft wachsen Weidenbüsche in den Gräben.

### Von 1900 bis heute
Mitte der 1930er Jahre gab es eine weitere Meliorationsphase durch den Reichsarbeitsdienst. Barackenlager der Organisation bestanden in Rühen, Jahrstedt, Kunrau, Röwitz, Köckte, Rätzlingen, Mannhausen und Oebisfelde. Mit dem Bau des Mittellandkanals in dieser Zeit wurden zahlreiche Einlassbauwerke errichtet, um den Kanal als Hochwasserentlaster nutzen zu können. Nach der Grenzziehung 1945, insbesondere nach der Verschärfung des Grenzregimes 1952, wurde die Entwässerung des Drömling nicht mehr gemeinsam durchgeführt. Dadurch kam es mitunter zu Problemen beim Hochwasserschutz.
Nachdem rund 200 Jahre lang die Urbarmachung des Drömling im Vordergrund gestanden hatte, kam im 20. Jahrhundert der Naturschutzgedanke zum Tragen. So untersuchte H. Dathe 1934 erstmals die Flora im Bereich Jahrstedt. Anfang der 1950er Jahre unternahm der Haldenslebener Biologe Bruno Weber mehrere Erkundungsreisen durch den Drömling. In den 1960er Jahren, später als in Niedersachsen, wurden in der damaligen DDR die ersten Schutzgebiete ausgewiesen. Der südliche Drömling wurde 1967 zum Landschaftsschutzgebiet erklärt. 1978 wurde das rund 35 Hektar große Naturschutzgebiet Jeggauer Moor zum Schutz der dortigen subatlantischen Flora eingerichtet. Ein weiteres Jahr später wurde das erste Fischotterschutzgebiet der DDR ausgewiesen. Es blieb aber erfolglos, da die Gewässerunterhaltung fehlerhaft war. 1979 entstand das erste Naturschutzgebiet im niedersächsischen Teil des Drömling.

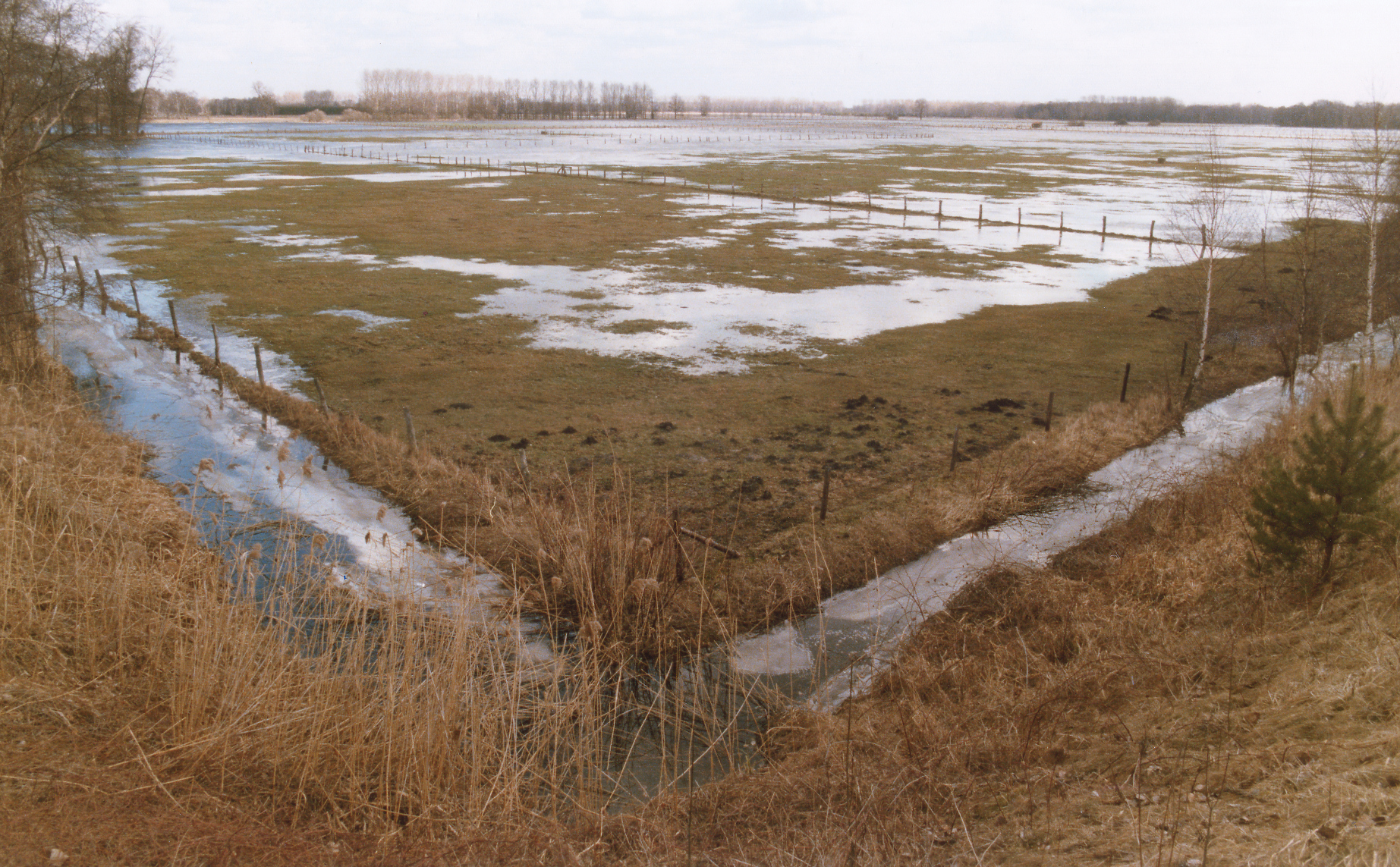
Wiesenlandschaft im Drömling bei Brechtorf nach der Schneeschmelze

1981 und 1982 kam es im östlichen Teil des Drömling im Landschaftsschutzgebiet zur Bildung von zwei Schutzgebieten für bestandsgefährdete Brutvogel. Da dort weiterhin Mineraldüngung zulässig war und die Jagd nicht eingeschränkt war, hatte auch dieses Projekt nur einen geringen Effekt. Am 17. Oktober 1984 gründete der Kulturbund Haldensleben die Fördergemeinschaft Drömling. Mit seiner Hilfe konnte 1986 der Ausbau der Ohre verhindert werden. Am 18. September 1989 kam es zur Einrichtung des Naturschutzgebiets Breitenroder-Oebisfelder Drömling, das eine Fläche von 432 Hektar aufwies.
Bereits im Herbst 1989 begann die Zusammenarbeit mit den zuständigen Behörden in Niedersachsen. So wurde ein gemeinsamer Forderungskatalog aufgestellt. Der Bezirkstag des damaligen Bezirkes Magdeburg wies am 14. Februar 1990 den gesamten östlichen Drömling als Landschaftsschutzgebiet aus. Neben den Naturschutzgebieten wurden weitere Schongebiete ausgewiesen. Am 16. März 1990 beschloss die DDR-Volkskammer, den östlichen Drömling zum Naturschutzpark zu erklären. Das Gebiet wurde vollständig in Schutzzonen in drei Stufen eingeteilt, und die Naturschutzstation Kämkerhorst im südlichen Drömling gegründet. Am 12. September 1990, kurz vor dem Ende der DDR, erklärte der DDR-Ministerrat den sachsen-anhaltischen Teil des Drömling im Rahmen des Nationalparkprogramms zum Naturpark Drömling.
Am 3. Juni 1993 stellte die sachsen-anhaltische Landesregierung an die UNESCO den Antrag, den Drömling als UNESCO-Biosphärenreservat auszuweisen.
In den 1990er Jahren wurde das erste Projekt von The Stork Foundation – Störche für unsere Kinder zum Schutz der Weißstörche im Drömling initiiert.
2005 wurde im östlichen Teil das rund 103 km² große Naturschutzgebiet Ohre-Drömling eingerichtet. Er besteht aus den Teilen Nördlicher Drömling und Südlicher Drömling und stellt eine Erweiterung der bis dahin bestehenden Naturschutzgebiete dar. 2018 entstand das NSG Südlicher Drömling im Landkreis Helmstedt. Es beinhaltet das frühere NSG Allerauenwald im Drömling und grenzt an die Naturschutzgebiete Ohre-Drömling und Wendschotter und Vorsfelder Drömling.
Nach mehreren trockenen Sommern war die Aller während der Dürre und Hitze in Europa 2022 im Bereich des Drömlings erstmals ausgetrocknet, so dass Wasser aus dem Mittellandkanal zugepumpt wurde und ein Anglerverein Fische rettete. Angler vermuteten als Ursache, dass es flussaufwärts Wasserentnahmen gab.

## Historische Kulturlandschaft
Der niedersächsische Teil des Drömlings liegt innerhalb der 20 km² großen historischen Kulturlandschaft Drömling, die von landesweiter Bedeutung ist. Diese Zuordnung zu den Kulturlandschaften in Niedersachsen hat der Niedersächsische Landesbetrieb für Wasserwirtschaft, Küsten- und Naturschutz (NLWKN) 2018 getroffen. Ein besonderer, rechtlich verbindlicher Schutzstatus ist mit der Klassifizierung nicht verbunden.

## Infrastruktur

### Verkehr
Obwohl der Drömling kaum besiedelt ist, wird er von mehreren Verkehrswegen durchzogen. Der Mittellandkanal quert das Gebiet in Ost-West-Richtung. Die Bahnstrecke Wolfsburg–Stendal beziehungsweise die Schnellfahrstrecke Hannover–Berlin sowie die Bundesstraße 188 verlaufen annähernd parallel dazu. Die Bahnstrecke Oebisfelde–Magdeburg verläuft teilweise am südwestlichen Rand des Drömlings. Bei Fahrten auf der seit 2002 stillgelegten Bahnstrecke Salzwedel–Oebisfelde fuhr man unmittelbar an Totalreservaten vorbei. Auch der Abschnitt Rühen–Grafhorst der Bundesstraße 244 liegt im Drömling und ist gelegentlich wegen Frühjahrshochwassers gesperrt. Darüber hinaus führen einige Landesstraßen und sonstige Straßen durch den Drömling. In großen Gebieten im Inneren, etwa westlich der Landesstraße Oebisfelde–Klötze, gibt es lediglich Wirtschaftswege.